# Tyndall Range
Die Tyndall Range ist ein Gebirgszug im Westen des australischen Bundesstaates Tasmanien. Sie ist Teil der West Coast Range und beherbergt das staatliche Schutzgebiet Tyndall Regional Reserve, das dem Cradle-Mountain-Lake-St.-Clair-Nationalpark als westliche Pufferzone dient. Die Tyndall Range liegt nördlich des Mount Sedgwick.
Die höchste Erhebung ist der Mount Tyndall im Nordteil des Gebirgszuges. Die Westflanke des Gebirges kann man von der Anthony Road (B28) aus sehen, während das Hochplateau frei von Straßen ist und nur aus der Luft eingesehen oder erwandert werden kann.
In den Tyndalls gibt es eine Reihe von Gletscherseen. Die größeren davon sind der Lake Huntley, der Lake Rolleston, der Lake Tyndall und der Lake Matthew.
Anfang des 20. Jahrhunderts wurden die Tyndalls nach Erzen durchsucht, aber es kam nie zu kommerziellem Bergbau.